# ديفيد اوتشي
ديفيد اوتشي (7 أكتوبر 1992 بنيروبي في كينيا - ) هو لاعب كرة قدم كيني في مركز الدفاع . شارك مع منتخب كينيا لكرة القدم. أما مع النوادي، فقد لعب مع نادي التعاون ونادي توسكر ونادي الأنصار السعودي و New York Cosmos (2013–2020) ‏ وNairobi Stima F.C. ‏.

## وصلات خارجية
- ديفيد اوتشي على موقع الاتحاد الدولي (مؤرشف)  (الإنجليزية)
- ديفيد اوتشي على موقع قاعدة بيانات كرة القدم.إي يو (الإنجليزية)
- ديفيد اوتشي على موقع ناشيونال فوتبول تيمز (الإنجليزية)
- ديفيد اوتشي على موقع Soccerway.com (الإنجليزية)
- ديفيد اوتشي على موقع عالم كرة القدم.نت (الإنجليزية)